# دهه ۱۶۰ (میلادی)

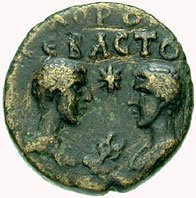
یک سکه مربوط به دهه ۱۶۰ میلادی.

دهه ۱۶۰ (میلادی) دهه شانزدهم تقویم میلادی است.

## درگذشتگان
‎